# Limnellia sticta
Limnellia sticta är en tvåvingeart som beskrevs av Wayne N. Mathis 1978. Limnellia sticta ingår i släktet Limnellia och familjen vattenflugor.
Artens utbredningsområde är Québec. Inga underarter finns listade i Catalogue of Life.